# Srednjoamerički indijanski jezici
Srednjoamerički indijanski jezici (ISO 639-3: cai), kolektivni naziv za indijanske jezike koji se govore na području Srednje Amerike (Central American Indian languages, s identifikatorom cai)
1. Akateko
2. Achi jezik
3. Aguacateco
4. Bogota jezik
5. Boruca
6. Bribri
7. Buglere jezik
8. Cabécar
9. Cakchiquel jezik
10. Changuena jezik
11. Chicomuceltec jezik
12. Cholti jezik
13. Chorotega Jezik
14. Ch’orti’ jezik
15. Chuj jezik
16. Corobici Jezik
17. Cueva Jezik
18. Cuna Jezik
19. Dorasque Jezik
20. Embera Jezik
21. Garifuna
22. Ngäbere (Guaymi)
23. Huetar Jezik
24. Itzaj Maya jezik
25. Ixil jezik
26. Jacalteco jezik
27. Kanjobal jezik
28. Kekchí
29. Maléku Jaíka
30. Mam jezik
31. Mangue Jezik
32. Mayangna Jezik
33. Miskito Jezik
34. Mopán Maya jezik
35. Pech Jezik
36. Pipil Jezik
37. Poqomam jezik
38. Poqomchi jezik
39. Quiche Maya jezik
40. Rama Jezik
41. Sakapulteko
42. Sipakapense
43. Subtiaba Jezik
44. Tacanec
45. Tektiteko
46. Teribe
47. Tzutujil jezik
48. Ulwa Jezik
49. Uspanteko
50. Voto Jezik

## Vanjske poveznice
- Indian Tribes and Languages of Central America